# Verduzzo Trevigiano
Verduzzo Trevigiano ist eine autochthone Weißweinsorte Norditaliens und eine klassische Sorte Venetiens. Ihr Anbau wird in den Provinzen  Venedig und Treviso (beide in der Region Venetien) empfohlen. Zugelassen ist sie ferner in der ehemaligen Provinz Pordenone in der Region Friaul-Julisch Venetien. Im Jahr 1999 wurde eine bestockte Rebfläche von 2.575 Hektar erhoben.
Die spätreifende Sorte ist wuchsstark und erbringt gleichmäßige Erträge. Die reinsortigen Weißweine sind von strohgelber bis goldgelber Farbe und verfügen über einen recht hohen Alkoholgehalt. Der Wein findet reinsortig oder im Verschnitt Eingang in die DOC-Weine Lison Pramaggiore und Vini del Piave und wird häufig gemeinsam mit der Sorte Verduzzo Friulano verwendet.

## Synonyme
Verdiso Trevigiano, Verduc, Verduz, Verduza, Verduzo, Verduzz, Verduzzo, Verduzzo di Motta und Verduzzo Verde.
Siehe auch den Artikel Weinbau in Italien sowie die Liste von Rebsorten.